# Turneul celor Șase Națiuni din 2014
Turneul celor Șase Națiuni din 2014 cunoscut sub numele de 2014 RBS 6 Nations datorită sponsorului turneului, Royal Bank of Scotland, a fost cea de a 15-a ediție a Turneului celor Șase Națiuni, campionatul anual de rugby din emisfera nordică.
La acestă ediție au participat Anglia, Franța, campioana en-titre Irlanda, Italia, Scoția și Țara Galilor. Incluzând competițiile inițiale Turneul Home Nations și Turneul celor Cinci Națiuni, acesta a fost cea de a 120-a ediție a turneului.
Cu o etapă înainte de final, trei echipe ar fi putut câștiga campionatul - Irlanda, Anglia și Franța. În ultima etapă, Irlanda a reușit să câștige împotriva Franței cu doar două puncte avans și să își asigure campionatul, la diferența de puncte în fața Angliei.   Acesta a fost primul lor campionat din 2009, și abia al 12-lea titlu pe care l-au câștigat.
Ultima etapă a adus retragerea lui Brian O'Driscoll din rugby-ul internațional, cu un număr record de 141 de selecții internaționale - 133 pentru Irlanda (în 83 fiind căpitan), și 8 pentru British and Irish Lions. 
Anglia a câștigat Tripla Coroană învingând Țara Galilor, Scoția și Irlanda - devenind astfel prima echipă care câștigă Tripla Coroană în timp ce altă echipa din Home Nations a câștigat turneul.
12 jucători au reușit prima selecție în acest turneu - trei englezi, patru francezi, doi scoțieni, un irlandez, un italian și un galez. Sergio Parisse și Martin Castrogiovanni au devenit jucătorii italieni cei mai selcționați cu 105 selecții,  cu Gethin Jenkins câștigând același număr de selecții ca jucător al Țării Galilor. În meciul împotriva Țării Galilor, la data de 1 februarie, Italia a depășit recordul mondial pentru echipa de start cu cele mai multe selecții (587), depășind recordul anterior de 546 de selecții deținut de Noua Zeelandă.

## Echipe participante
| Țara         | Stadion               | Stadion    | Stadion     | Antrenor                  | Căpitan         |
| Țara         | Stadion propriu       | Capacitate | Oraș        | Antrenor                  | Căpitan         |
| ------------ | --------------------- | ---------- | ----------- | ------------------------- | --------------- |
| Anglia       | Stadionul Twickenham  | 82,000     | Londra      | Stuart Lancaster          | Chris Robshaw   |
| Franța       | Stade de France       | 81,338     | Saint-Denis | Philippe Saint-André      | Pascal Papé1    |
| Irlanda      | Aviva Stadium         | 51,700     | Dublin      | Joe Schmidt               | Paul O'Connell2 |
| Italia       | Stadio Olimpico       | 73,261     | Roma        | Jacques Brunel            | Sergio Parisse3 |
| Scoția       | Stadionul Murrayfield | 67,144     | Edinburgh   | Scott Johnson (interimar) | Kelly Brown4    |
| Țara Galilor | Millennium Stadium    | 74,500     | Cardiff     | Warren Gatland            | Sam Warburton5  |

1 L-a înlocuit pe căpitanul Thierry Dusautoir care nu a mai participat la turneu din cauza unei accidentări la tendonul de la bicepsul drept

2 Cu excepția primei etape împotriva Scoției nefiind selecționat din cauza unei infecții la piept. Jamie Heaslip a fost căpitan în acel meci.

3 Cu excepția etapei a patra împotriva Irlandei fiind accidentat. Marco Bortolami a fost căpitan în acel meci.

4 Cu excepția etapei a doua împotriva Angliei și a etapei a treia împotriva Italiei nefiind selecționat. Greig Laidlaw a fost căpitan în acele meciuri.

5 Cu excepția meciului de deschidere împotriva Italiei nefiind recuperat în urma unei accidentări la umăr. Alun Wyn Jonesa fost căpitan în acel meci.

## Clasament
| Loc | Echipa       | Jocuri | Jocuri   | Jocuri  | Jocuri     | Puncte | Puncte    | Puncte    | Eseuri | Puncte clasament |
| Loc | Echipa       | Jucate | Victorii | Egaluri | Înfrângeri | Pentru | Împotrivă | Diferență | Eseuri | Puncte clasament |
| --- | ------------ | ------ | -------- | ------- | ---------- | ------ | --------- | --------- | ------ | ---------------- |
| 1   | Irlanda      | 5      | 4        | 0       | 1          | 132    | 49        | +83       | 16     | 8                |
| 2   | Anglia       | 5      | 4        | 0       | 1          | 138    | 65        | +73       | 14     | 8                |
| 3   | Țara Galilor | 5      | 3        | 0       | 2          | 122    | 79        | +43       | 11     | 6                |
| 4   | Franța       | 5      | 3        | 0       | 2          | 101    | 100       | +1        | 9      | 6                |
| 5   | Scoția       | 5      | 1        | 0       | 4          | 47     | 138       | −91       | 4      | 2                |
| 6   | Italia       | 5      | 0        | 0       | 5          | 63     | 172       | −109      | 7      | 0                |

## Meciuri

### Etapa 1
| 1 februarie 2014 | Țara Galilor | 23–15 | Italia | Millennium Stadium, Cardiff |
| 1 februarie 2014 | Franța       | 26–24 | Anglia | Stade de France, Paris      |
| 2 februarie 2014 | Irlanda      | 28–6  | Scoția | Aviva Stadium, Dublin       |

### Etapa a 2-a
| 8 februarie 2014 | Irlanda | 26–3  | Țara Galilor | Aviva Stadium, Dublin            |
| 8 februarie 2014 | Scoția  | 0–20  | Anglia       | Stadionul Murrayfield, Edinburgh |
| 9 februarie 2014 | Franța  | 30–10 | Italia       | Stade de France, Paris           |

### Etapa a 3-a
| 21 februarie 2014 | Țara Galilor | 27–6  | Franța  | Millennium Stadium, Cardiff  |
| 22 februarie 2014 | Italia       | 20–21 | Scoția  | Stadio Olimpico, Roma        |
| 22 februarie 2014 | Anglia       | 13–10 | Irlanda | Stadionul Twickenham, Londra |

### Etapa a 4-a
| 8 martie 2014 | Irlanda | 46–7  | Italia       | Aviva Stadium, Dublin            |
| 8 martie 2014 | Scoția  | 17–19 | Franța       | Stadionul Murrayfield, Edinburgh |
| 9 martie 2014 | Anglia  | 29–18 | Țara Galilor | Stadionul Twickenham, Londra     |

### Etapa a 5-a
| 15 martie 2014 | Italia       | 11–52 | Anglia  | Stadio Olimpico, Roma       |
| 15 martie 2014 | Țara Galilor | 51–3  | Scoția  | Millennium Stadium, Cardiff |
| 15 martie 2014 | Franța       | 20–22 | Irlanda | Stade de France, Paris      |

## Statistici
| Poz | Nume               | Echipă       | Pte |
| --- | ------------------ | ------------ | --- |
| 1   | Jonathan Sexton    | Irlanda      | 66  |
| 2   | Owen Farrell       | Anglia       | 64  |
| 3   | Leigh Halfpenny    | Țara Galilor | 51  |
| 4   | Jean-Marc Doussain | Franța       | 27  |
| 5   | Maxime Machenaud   | Franța       | 26  |
| 6   | Tommaso Allan      | Italia       | 21  |
| 7   | Mike Brown         | Anglia       | 20  |
| 8   | Greig Laidlaw      | Scoția       | 19  |
| 9   | Danny Care         | Anglia       | 16  |
| 10  | Luther Burrell     | Anglia       | 15  |
| 10  | Yoann Huget        | Franța       | 15  |
| 10  | George North       | Țara Galilor | 15  |
| 10  | Andrew Trimble     | Irlanda      | 15  |

| Poz | Nume               | Echipă       | Eseuri |
| --- | ------------------ | ------------ | ------ |
| 1   | Mike Brown         | Anglia       | 4      |
| 1   | Jonathan Sexton    | Irlanda      | 4      |
| 3   | Luther Burrell     | Anglia       | 3      |
| 3   | Yoann Huget        | Franța       | 3      |
| 3   | George North       | Țara Galilor | 3      |
| 3   | Andrew Trimble     | Irlanda      | 3      |
| 7   | Michele Campagnaro | Italia       | 2      |
| 7   | Danny Care         | Anglia       | 2      |
| 7   | Alex Dunbar        | Scoția       | 2      |
| 7   | Rob Kearney        | Irlanda      | 2      |
| 7   | Jamie Roberts      | Țara Galilor | 2      |
| 7   | Leonardo Sarto     | Italia       | 2      |